# Andrzej Radwański (geolog)
Andrzej Marian Radwański (ur. 24 lipca 1934 we Lwowie, zm. 7 stycznia 2016) – polski geolog, profesor doktor habilitowany nauk o Ziemi, profesor Wydziału Geologii Uniwersytetu Warszawskiego, specjalista w zakresie geologii dynamicznej. W swoich pracach badawczych zajmował się sedymentologią i paleontologią, był znawcą epoki miocenu.

## Życiorys
W 1938 przeprowadził się wraz z rodziną do Warszawy, gdzie mieszkał do końca życia. Absolwent VI Liceum Ogólnokształcącego im. Tadeusza Reytana w Warszawie (matura 1952, uczęszczał do jednej klasy z przyszłym paleontologiem Wacławem Bałukiem, z którym później ściśle współpracował naukowo). W 1959 ukończył studia na Wydziale Geologii Uniwersytetu Warszawskiego (praca magisterska Wstępne badania petrograficzne liasu w dolinie Smytniej (jednostka Kominów Tylkowych w serii wierchowej Tatr), promotor Maria Turnau-Morawska) i w tym samym roku rozpoczął na nim pracę. W 1964 uzyskał stopień naukowy doktora na podstawie rozprawy Studium petrograficzne i sedymentologiczne retyku wierchowego Tatr (promotor Maria Turnau-Morawska), a w 1970 habilitację na podstawie pracy Transgresja dolnego tortonu na południowych stokach Gór Świętokrzyskich. W 1978 otrzymał tytuł profesora nadzwyczajnego, w 1986 zwyczajnego.
Był członkiem Komitetu Nauk Geologicznych PAN, a w latach 1978–1980 prodziekanem Wydziału Geologii UW. W latach 1982–2002 pełnił funkcję redaktora naczelnego czasopisma naukowego „Acta Geologica Polonica”. Wypromował dziesięciu doktorów.
Pochowany na cmentarzu Bródnowskim w Warszawie. 

## Upamiętnienie
Imieniem Andrzeja Radwańskiego nazwano następujące gatunki organizmów kopalnych i skamieniałości śladowych: 
- dewońskiego ramienionoga ?Solidipontirostrum radwanskii Biernat, 1984, znanego z odsłonięcia formacji skalskiej w Skałach (Góry Świętokrzyskie)[6];
- jurajskiego mszywioła (z rzędu Cyclostomata(inne języki)) Reptoclausa radwanskii Hara & Taylor, 2009, znanego z Małogoszcza (obrzeżenie Gór Świętokrzyskich)[7];
- ślimaków: kredowej Graphidula radwanskii Abdel-Gawad, 1986, znanej z Nasiłowa (Małopolski Przełom Wisły)[8], i mioceńskich Parastrophia radwanskii Bałuk, 1975 (rodzina Caecidae(inne języki))[9] oraz Chelidonura radwanskii Bałuk, 2018 (rodzina Aglajidae(inne języki))[10], znanych z Korytnicy (południowe obrzeżenie Gór Świętokrzyskich);
- mioceńskiego małża (z rodziny Pinnidae(inne języki)) Atrina radwanskii Jakubowski, 1977, znanego z Chomentowa (południowe obrzeżenie Gór Świętokrzyskich)[11];
- kredowego skorupiaka (dziesięcionoga) Dinochelus radwanskii Fraaije, Jagt, Bakel, & Tshudy, 2018, znanego z Nasiłowa[12];
- jurajskiego wężowidła Ophiobartia radwanskii Loba in Loba & Radwańska, 2022, znanego z Kujaw[13][14];
- skamieniałości śladowych Pseudopolydorites radwanskii Głazek, Marcinowski & Wierzbowski, 1971 (prawdopodobnie wytwarzanej przez wieloszczety)[15], Rusophycus radwanskii Alpert, 1976 (wytwarzanej przez trylobity)[16] oraz Spirolites radwanskii Uchman, Stachacz & Salamon, 2018 (wytwarzanej przez ślimaki z rodziny Vermetidae(inne języki))[17].